# Barcsay Jenő

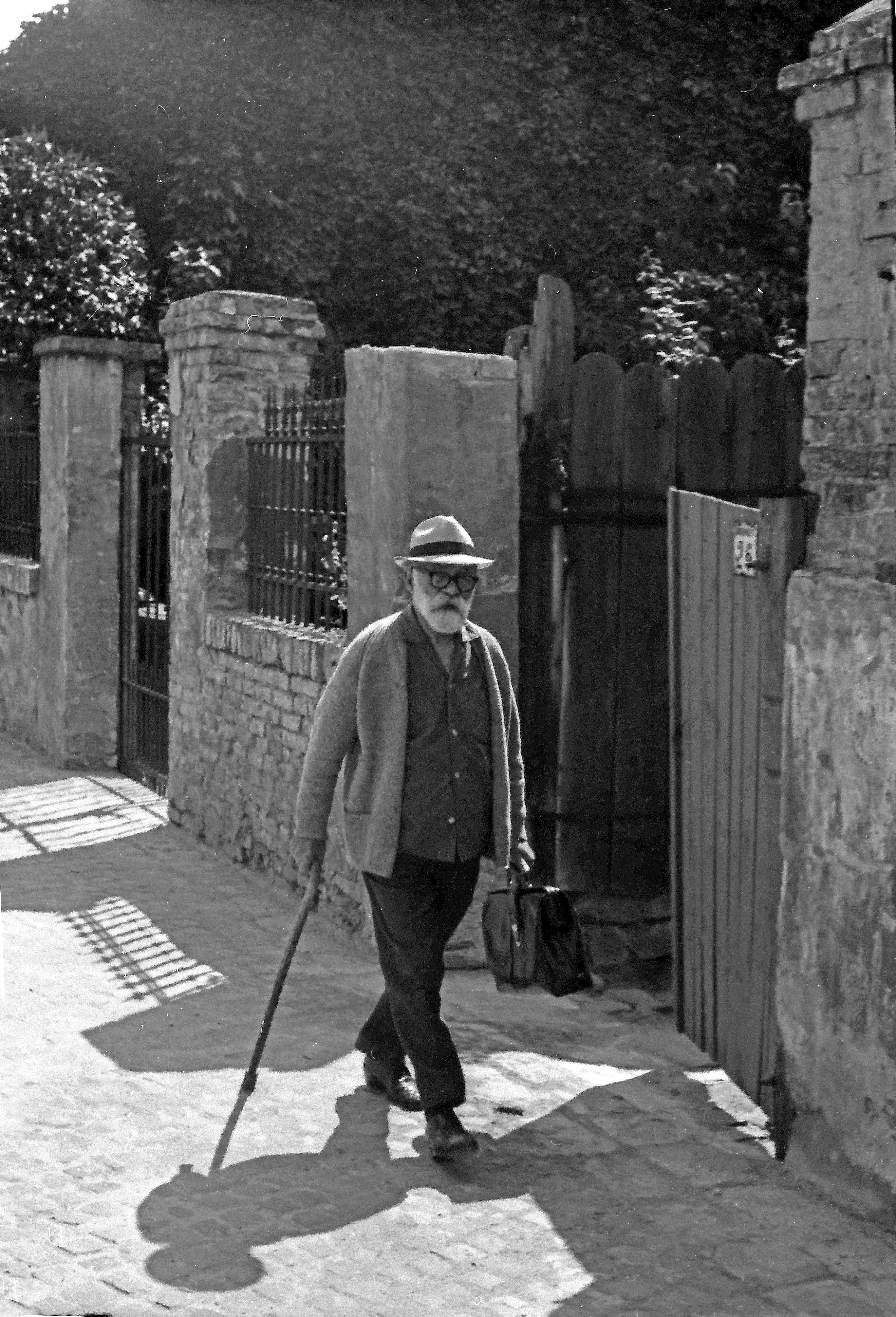
Barcsay sietősen, 1978 májusában, Szentendrén

Nagybarcsai Barcsay Jenő (Katona, 1900. január 14. – Budapest, 1988. április 2.) Kossuth-díjas magyar festő, grafikus, művészpedagógus, tanár.

## Élete
Anyai ágon az erdélyi nemes örmény Kápdebó család kései leszármazottja, de szegénységben nevelkedett. Édesanyja, Kabdebó Irén nyolc gyermeket szült, és minden második maradt csak életben (Mária; Jenő, Dezső, Erzsébet). Dezső nevű szigorló orvos öccse 24 évesen tüdővészben halt meg. Apja (Barcsay Boldizsár körjegyző) és egyik nővére lelki betegségben szenvedett, apja később öngyilkos lett. Barcsay a festészeti munkára hivatkozva nem alapított családot; 103 évet megélt anyjának és nővéreinek volt támasza. Idős korában egyensúlyzavarai és járási nehézségei miatt Erzsi nevű húga segítette.
Gimnáziumi tanulmányait Kolozsvárott, Szamosújváron és a nagyenyedi Bethlen-kollégiumban végezte.
Apja katonatisztet akart belőle faragni, de ő maga inkább zenésznek készült, zongoraleckéket vett Marosvásárhelyen egy Zsózsmann nevű tanártól. Közben magántanítóskodott Nyárádszentandráson, és tanítói, valamint kántori oklevelet szerzett. Festőtehetségét Gulyás Károly tanár fedezte föl, aki Soófalvy Illyés Sándorhoz ajánlotta be. A jómódú erdélyi úr vállalta budapesti taníttatásának költségeit, ám csak egy éven át tudta támogatni, mert az I. világháború utáni gazdasági válságban vagyonát elvesztette.
1918-ban Barcsayt behívták katonának, de tüdőcsúcshurut miatt leszerelték.
1919-ben Magyarországra jött, s beiratkozott a tanügyi reformokat megélő Képzőművészeti Főiskolára, amelynek igazgatója 1920-tól Lyka Károly művészettörténész volt. 1924-ben végzett, majd mint művésznövendék két évig a főiskolán maradt. Tanulmányai idején súlyos anyagi gondjai voltak, nyomorgott, olyannyira, hogy több társával együtt az iskola egyik helyiségében húzta meg magát. Első mestere Vaszary János volt. Tőle Rudnay Gyulához kéredzkedett át, amiért Vaszary éveken át nem fogadta a köszönését. Rudnayval minden évben művésztelepekre jártak. 1923-ban Gyöngyösön dolgoztak; itt alkotta A falu bolondja c. képét (ma Szentendrén, a Barcsay Múzeumban látható), amely voltaképp festővé avatta: ekkor érzett rá a síkban ábrázolt térre, a lélek és a belső tartalom megjelenítésével ötvözött harmadik dimenzióra. Rudnay is ebben a képben ismerte föl igazán tanítványa tehetségét. A következő évben Hódmezővásárhelyre és Makóra mentek, ahol megismerte Endre Bélát, a kitűnő alföldi festőt. Tanárai közül Lyka tett még rá nagy hatást, az elődök és kortársak közül Munkácsy, Mednyánszky, Szőnyi, Nagy István. Lykával és Endrével később életre szóló barátságot kötött.
1925-ben készítette azt a rézkarcot, a Fiúfejet, amely még a párizsi hatások előtt, de már ösztönösen, szinte kubista eszközökkel bontja síkokra a formát, az emberi arcot, s ezek a síkok éles metszésben találkoznak a portrén.
1926-ban kétéves állami ösztöndíjjal Párizsba utazott. A galériákban és kávéházakban látott modern giccs elkeserítette, beilleszkedését a nyelvismeret hiánya is nehezítette. Ugyanakkor maradandó hatást tett rá a késő klasszicista Souverbi, továbbá Modigliani és a kubista Braque formavilága, de leginkább Matisse, akinek művészetét már akkor időtállónak tartotta, az impresszionisták közül pedig Monet, Pissarro és Cezanne. Öccse súlyos betegsége és halála miatt hazautazott Párizsból, majd visszatért, de már nem találta a helyét, ezért az ösztöndíjidőszak második felét (1929–30) itáliai városokban – Perugia, Róma, Assisi, Firenze – töltötte. Itt már tudatosan tanult, képezte magát, s ez az utazás életre szóló élményekkel gazdagította, melyeket később, az ötvenes évek közepén készült festményeiben hasznosított. Mindig hangsúlyozta, hogy nem a német, hanem a latinos expresszionizmus áll közel hozzá.
Első jellegzetesen egyéni stílusú képét, a Munkásleányt még szentendrei korszaka előtt, 1928-ban készítette. Az ez évben alakult Szentendrei Festők Társaságához 1929-ben csatlakozott. Noha nem volt alapító tag, ettől kezdve a nyarakat rendszeresen a dunaparti kisvárosban töltötte, kezdetben a művésztelepen, később a Zenta utcai házában (szobra ma is ott látható, jellegzetes botjával). Itt kötött barátságot Paizs Goebel Jenővel, akit azonban hamarosan elveszített (a II. háború alatt agytumorban meghalt).
1931-től ’45-ig a fővárosi Iparitanonc-iskolában könyvelést, matematikát, géptant és irodalmat tanított pék-, fodrász-, géptechnikus- stb. tanulóknak. Keresetéből függetleníteni tudta magát, nem szorult rá a giccsfestésre.
A háború alatt többször is behívót kapott, de nem került frontszolgálatra, a kiképzések után hazaengedték. Egy ízben fölkereste Farkas Istvánt, akit mint üldözöttet, segíteni próbált.
1945-ben Krocsák Emil ajánlására Szőnyi a Képzőművészeti Főiskolára hívta, ahol az anatómia és a szemléleti látszattan professzora lett. A nagy tiszteletnek örvendő, idősödő mestert, aki tanárként is intenzíven rajzolt, hogy tudását fejlessze, növendékei és pályatársai bizalmasan csak Nyenyőnek hívták. Nyugdíjazásáig a főiskola tanára maradt, halála után az intézmény egyik termét róla nevezték el.
1949-ben nővére lánya halvaszületett gyermeket hozott világra, s hamarosan maga is meghalt gümőkórban; nővére a történtek hatására idegszanatóriumba került. Ez az év volt Barcsay életének legnehezebb időszaka, ám ekkor jelentkezett első monumentális munkájával, egy hatalmas mozaiktervvel.
1953-ban megbízást kapott egy anatómiai tankönyv megírására. A híres Művészeti anatómia, amelyet pár hónap alatt különböző méretekben kétszer is megrajzolt, s melynek nyomdai előállítását személyesen, nagy gonddal felügyelte, elnyerte „Az év legszebb könyve” címet, szerzőjét pedig Kossuth-díjjal jutalmazták. Ez a rajzkönyve, akárcsak az Ember és drapéria, nagy sikert aratott külföldön is.
Az 1960-as évektől számos nagyméretű mozaikot készített (Asszonyok c. alkotása helyszínei: a Miskolci Nemzeti Színház előcsarnoka; újpesti fürdő; szentendrei városháza). A mozaikkartonokból 1966-ban az Ernst Múzeum rendezett kiállítást. 1969-ben megbízást kapott a szentendrei kultúrház mozaikjának elkészítésére, amihez muránói üveget használt, és először kreált aranyból hátteret.
Élete utolsó éveiben gerinc- és ízületi betegség miatt már nehezen dolgozott, de az ecsetet sohasem tette le. 88 évesen érte a halál.

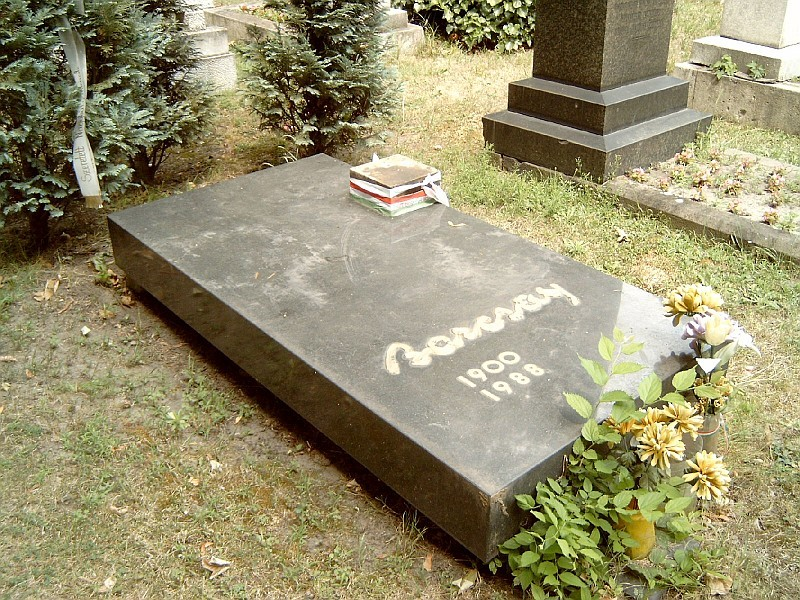
Barcsay Jenő sírja Budapesten. Kerepesi temető: 34/2-1-50.

## Munkássága, művészete
Festészetének korai szakaszát a fény-árnyék hatásokra épülő komor ábrázolásmód jellemzi. Párizsi és itáliai tapasztalatai azután teljesen alakították látásmódját, s ettől kezdve expresszionista stílusban festett. Később számos képét megsemmisítette.
1929-től fokozatosan fejlődött ki teljesen egyéni, senki máséval össze nem téveszthető stílusa. A konstruktivizmus egyfajta sajátos magyar változatát alakította ki, szigorú szerkezeti elemekkel, amelyeket élénk koloritok tesznek hangsúlyossá. Műveiben egyaránt megjelennek a nonfiguratív formák és a figurális ábrázolások. Figyelme a keretezésre is kiterjedt.
A festészet mellett grafikái és mozaikjai is igen jelentősek. Művészetpedagógiai munkássága ugyancsak kiemelkedő; Művészeti anatómia c. szakkönyvét számos nyelvre lefordították és tankönyvként használták.

## Kiállítások (válogatás)

### Egyéni
- 1932: Tamás Galéria
- 1936: Ernst Múzeum
- 1941: Ernst Múzeum
- 1944: Alkotás Művészház
- 1947: Művész Galéria
- 1957: Nemzeti Szalon (nagyszabású kiállítás)
- 1964: XXXII. Velencei biennálé (Csohány Kálmánnal, Segesdy Györggyel)
- 1966: Ernst Múzeum
- 1967: Herman Ottó Múzeum, Miskolc
- 1969: Ferenczy Múzeum, Szentendre
- 1970: Műcsarnok
- 1971: Janus Pannonius Múzeum Modern Képtára, Pécs
- 1972: Helikon Galéria
- 1975: Hatvani Galéria, Hatvan; Magyar Kultúra Háza, Varsó
- 1976: Uitz-terem, Dunaújváros
- 1977: Vörös-kápolna, Balatonboglár
- 1982: Műcsarnok
- 1984: Magyar Nemzeti Galéria
- 1985: Győri Műcsarnok; Dürer-terem, Gyula
- 1986: Műhely Galéria, Szentendre
- 1987: Erdei Ferenc Művelődési Központ, Kecskemét

### Kollektív
- 1925: Ernst Múzeum (első kiállítása)
- 1945: Európai Iskola
- 1947: Európai Iskola
- 1966: Exposition de Peinture, Sculpture et Arts Graphiques Hongrois du Xe au XXe siècle, Párizs
- 1968: Ungarische Kunst der Gegenwart (Kortárs magyar művészet), Museum Volkwang, Essen
- 1969: I. Nürnbergi biennále
- 1970: 2éme Festival International de Peinture (II. Nemzetközi Festészeti Fesztivál), Cagnes-sur-Mer
- 1976: XXXVII. Velencei biennálé
- 1980: XXXIX. Velencei biennále

## Köztéri művei
- Márványmozaik a Miskolci Nehézipari Műszaki Egyetem központi könyvtárának aulájában (1964)
- Márványmozaik a budapesti Nemzeti, a mai Magyar Színházban (1968)
- Márványmozaik a Szentendrei Művelődési Házban (1970)

## Tagságai
- Szentendrei Festők Társasága
- Európai Iskola

## Díjak (válogatás)
- 1938: Zichy Mihály grafikai díj
- 1954, 1985: Kossuth-díj
- 1955: Tornyai-érem
- 1964: Érdemes művész
- 1967: Pro Arte-díj
- 1969: Kiváló művész
- 1983: SZOT-díj
- 2000: Magyar Örökség-díj (posztumusz)

## Emlékezete
- Barcsay Múzeum, Szentendre
- Barcsay Jenő Általános Iskola, Szentendre

## Könyvei; albumok alkotásaival (válogatás)
- Művészeti anatómia. Művelt Nép, 1953; számos további (összesen 17) kiadás
- Ember és drapéria. Képzőművészeti Alap, 1958; Corvina, 1971; Pest Megyei Múzeumok Igazgatósága, 1988
- Forma és tér. Corvina, 1966
- Vallomás egy műalkotásról – Barcsay Jenő szentendrei mozaikja. Képzőművészeti Alap, 1975
- Munkám, sorsom, emlékeim. Új Írás, 1977; Képzőművészeti Egyetem, 2000